# Dracula contre Frankenstein (film, 1971)
Pour les articles homonymes, voir Dracula contre Frankenstein.
Pour plus de détails, voir Fiche technique et Distribution.
Dracula contre Frankenstein (Dracula vs. Frankenstein) est un film américain réalisé par Al Adamson, sorti en 1971.

## Synopsis
Le Dr Durea, savant fou en fauteuil roulant, dernier descendant du Dr Frankenstein, assassine des jeunes filles pour ses expérimentations dans l'espoir de perfectionner un sérum sanguin de sa propre création avec l'aide de son assistant Groton. Le comte Dracula rencontre le scientifique, promettant de l'aider à faire revivre le monstre de Frankenstein (qu'il a exhumé de sa tombe secrète) dans le cimetière voisin en échange du sérum de Durea, qui, il l'espère, lui donnera la possibilité de sortir au soleil, le rendant ainsi invincible.
En couverture, le duo travaille dans un laboratoire secret caché derrière le "Creature Emporium", une sorte de musée des horreurs. Ils ramènent le monstre à la vie et Durea l'envoie, lui et Dracula, pour se venger de l'homme qui l'a discrédité et l'a paralysé dans un incendie de laboratoire, le Dr Beaumont. Judith Fontaine, showgirl de Las Vegas, est également arrivée auparavant, à la recherche de sa sœur Joanie disparue, qui a été vue pour la dernière fois avec un groupe de hippies dirigé par Strange. Judith n'ayant obtenu aucun renseignement de la part du policier Martin, elle décide d'enquêter seule et attire l'attention du motard Rico et de son gang. Rico lui glisse du LSD dans un son verre dans un bar, mais elle est « récupérée » par Strange.
D'autres filles disparaissent. Le monstre tue quelques policiers en essayant de tuer une fille pour les expériences de Durea. Groton surgit sur la plage avec une hache et tue Rico et son gang qui attaquaient Samantha, puis Groton emmène cette dernière dans le laboratoire de Durea à travers une trappe avec une échelle qui mène à la plage en dessous du "Creature Emporium". Judith et Mike vont à l'Emporium, découvrent la trappe et le laboratoire et confrontent Durea, qui explique que les filles qui ont été tuées (dont Joanie, que Judith trouve préservée nue, immobile et apparemment ni morte ni vivante, dans une vitrine dans le laboratoire, avec Samantha qui est dans une autre boîte identique dans un état similaire de nudité et d'immobilité et aussi apparemment ni morte ni vivante), ont eu peur avant leur mort et cela a créé une enzyme spéciale dans leur sang, qui est l'ingrédient principal de son sérum sanguin. Il dit également à Judith qu'après avoir tué Mike, sa peur de voir la mort de Mike l'aidera enfin à compléter le sérum. Durea envoie Groton et le nain  Grazbo, après le couple (la raison originale de Durea pour créer le sérum sanguin était en premier lieu de guérir ses jambes estropiées et de transformer Groton et Grazbo en personnes normales). Grazbo tombe dans le laboratoire sur une hache qu'il avait lâchée auparavant tout en se tenant à l'échelle, ce qui le tue, et Groton s'en prend à Judith. Le policier Martin et Strange arrivent avec la police et Martin tue Groton tandis que Durea tombe de son fauteuil roulant, glisse sous la guillotine et meurt décapité.
Dracula rencontre Judith, l'hypnotise et l'attache avec une corde à une balustrade. Il confronte ensuite Mike, qui enfonce une fusée éclairée dans le visage du monstre, l'obligeant à affronter brièvement Dracula dans sa douleur. Mike délie Judith et ils s'enfuient, mais ce faisant, Dracula souffle sur Mike avec le feu jailli de son anneau magique, le réduisant en cendres.
Judith s'évanouit en voyant la mort de Mike et se réveille lentement pour se retrouver à nouveau attachée avec une corde à une chaise dans une église abandonnée et profanée, dans une zone forestière à l'extérieur de Venice où le cercueil de Dracula est caché. Dracula est sur le point de boire son sang et de la transformer en fiancée vampire, mais le monstre (qui est tombé amoureux de sa beauté) se retourne contre Dracula et le force à sortir de l'église dans la forêt à l'extérieur où une bataille acharnée s'ensuit entre les deux monstres. Dracula déchire littéralement les bras et la tête du monstre, mais le soleil se lève et détruit le vampire. Judith parvient à se libérer et voit les cendres et les vêtements de Dracula.

## Fiche technique
- Titre original : Dracula vs. Frankenstein
- Titre français : Dracula contre Frankenstein
- Réalisation : Al Adamson
- Scénario : William Pugsley et Samuel M. Sherman
- Photographie : Paul Glickman et Gary Graver
- Musique : William Lava
- Pays d'origine : États-Unis
- Format : Couleurs - 1,66:1 - Mono
- Genre : horreur
- Date de sortie : 1971

## Distribution
- J. Carrol Naish : Dr Frankenstein, alias Dr Durea
- Lon Chaney Jr. : Groton
- Anthony Eisley : Mike Howard
- Regina Carrol : Judith Fontaine
- Russ Tamblyn : Rico
- Jim Davis : sergent de police Martin
- Zandor Vorkov : Comte Dracula
- John Bloom : le monstre de Frankenstein
- Greydon Clark : Strange
- Angelo Rossitto : Grazbo, le nain diabolique
- Forrest J. Ackerman : Dr Beaumont
- Ann Morell : Samantha